# Édes élet (album)
Az Édes élet a KFT együttes hatodik albuma. 1988-ban jelent meg lemezen, 1997-ben cd-n is kiadták.

## Az album számai
1. Fantasztikus lány
2. Óvodás szerelem
3. Gyorsbüfé
4. Gázgyár
5. És fenn a Nap
6. Ötvenévesen Honoluluban
7. Szeged
8. Nem sikerül kikúrálni magam
9. A Vágy Villamosa
10. Az édes élet véget ér

## Közreműködők
- Zene és szöveg: Korlátolt Felelősségű Társaság
- Bornai Tibor – billentyűsök, ének
- Laár András – gitárok, ének
- II. Lengyelfi Miklós – basszusgitár, bőgők, ének
- Márton András – dobok, ének

Közreműködik: Balogh Kálmán (cimbalom) és a Hunyadi János általános Iskola citerazenekara.